# Vanscoy n.º 345
Vanscoy n.º 345 es un municipio rural canadiense situado en la provincia de Saskatchewan.

## Superficie
Vanscoy n.º 345 tiene una superficie de 861,1 km².

## Demografía
En 2021, tenía 2799 habitantes, una densidad poblacional de 3,3 hab./km², y 1259 viviendas.